# Fontanna Higiei w Poznaniu

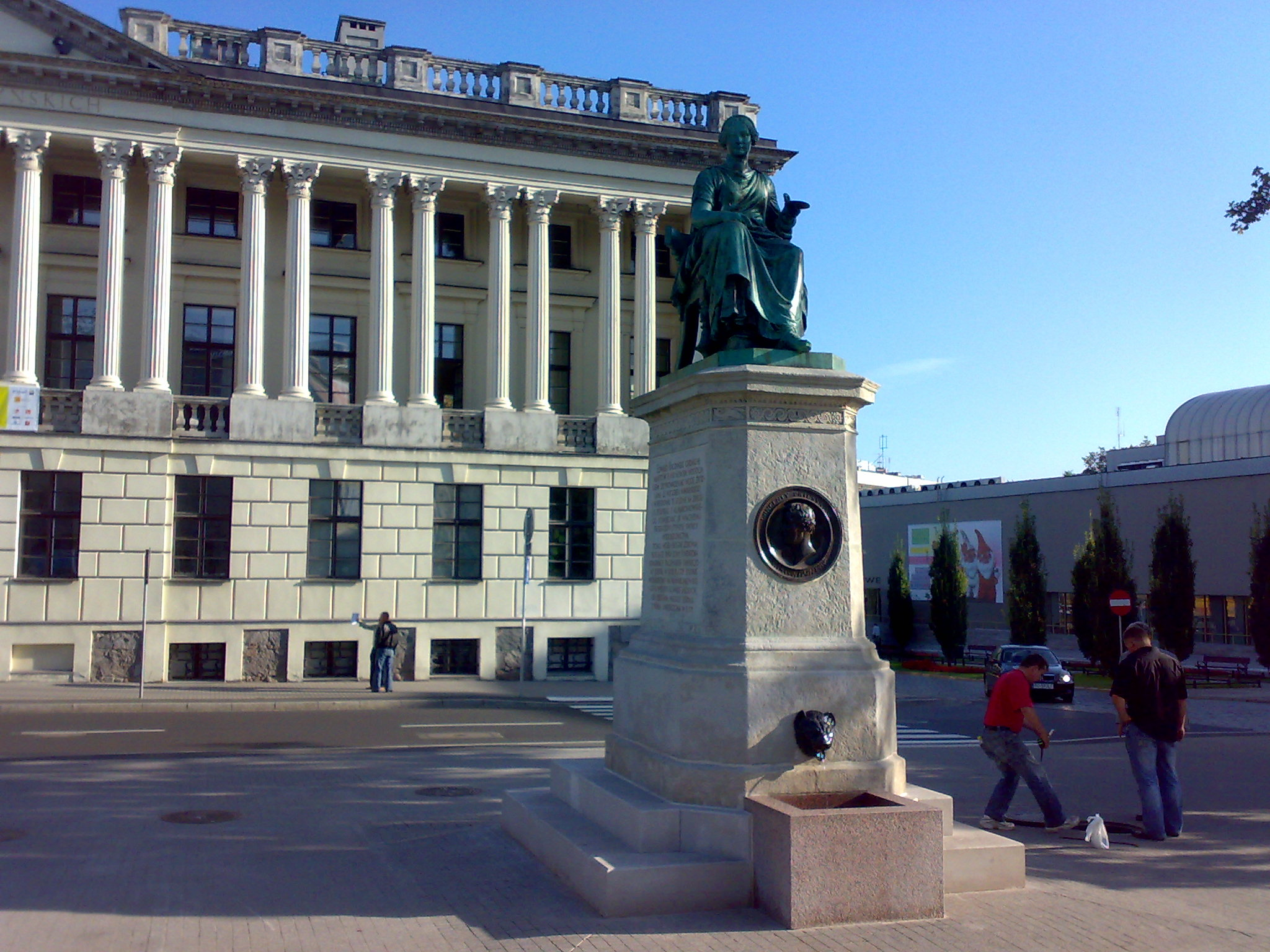
Pomnik-fontanna Higiei w Poznaniu

Fontanna Higiei w Poznaniu – pomnik ze sztucznym źródełkiem w centrum Poznania na osiedlu samorządowym Stare Miasto, na Placu Wolności, przed Biblioteką Raczyńskich.

## Historia
Po ukończeniu w 1840 roku budowy wodociągu, finansowanego w dużej części przez Edwarda Raczyńskiego, postawiono cztery studnie. Główną, najbardziej okazałą miała być studnia ozdobiona figurą bogini zdrowia Higiei.
Początkowo planowano ustawić ją przed gmachem Biblioteki Raczyńskich, lecz poziom placu znajduje się powyżej kulminacji Wzgórz Winiarskich, co uniemożliwiało dostarczenie do niej wody. Ostatecznie ustawiono studnię naprzeciwko budynku Ziemstwa Kredytowego, przy skrzyżowaniu Al. Wilhelmowskich (Al. Marcinkowskiego) z ul. Fryderykowską (ul. 23 lutego). Projekt cokołu wykonał architekt Christian Gottlieb Cantian z Berlina.
Na frontonie wykonanego z piaskowca cokołu umieszczono brązowy medalion przedstawiający pioniera przyrodolecznictwa, Wincenta Priessnitza z napisem w języku greckim i polskim Nic lepszego nad wodę (napis w języku polskim z błędem – pominięta litera s). Z wmurowanej poniżej medalionu głowy lwa ciekła woda do kamiennego zbiornika.
Posąg greckiej bogini zamówił Edward Raczyński u Alberta Wolffa, ucznia Christiana Raucha. Bogini została przedstawiona w postawie siedzącej, ubrana w joński chiton. Twarzy Higiei artysta nadał rysy Konstancji Raczyńskiej. Posąg został odlany w 1844 roku w hucie Lauchhammer. Edward Raczyński w związku ze sporami wokół Złotej Kaplicy, zwlekał z jego odbiorem. Odebrała go dopiero Konstancja Raczyńska, po śmierci męża i postawiła na jego grobowcu w Zaniemyślu.
W 1907 roku został opracowany projekt rozbudowy wodociągów, co prawdopodobnie było powodem przeniesienia studzienki na południowy kraniec Al. Marcinkowskiego (u wylotu ul. Podgórnej). Edward Aleksander Raczyński zamówił wówczas odlew posagu Higiei z zachowanego, gipsowego modelu rzeźby. Uroczyste odsłonięcie, kompletnej już studzienki nastąpiło 9 lutego 1908 roku.
W 1971 roku przeniesiono studzienkę przed Bibliotekę Raczyńskich. W 2004 roku, rozpoczęto budowę podziemnego parkingu i pomnik został umieszczony w magazynie, z którego powrócił na płytę placu jesienią 2009 roku. Pomnik poddano wcześniej renowacji. Przywrócono między innymi wypływ wody z lwiej głowy. Na zachodniej ścianie cokołu znalazł się natomiast napis:
 

Edward Raczyński obdarzył miasto w r.1841 nowym wodociągiem doprowadzając wodę źródlaną ze Wzgórza Winiarskiego i wybudował tę studnię na zbiegu ul. 23 lutego z Al. Marcinkowskiego poświęcając ją Wincentemu Priessnitzowi /1799-1851/ twórcy wodolecznictwa. Posąg Higiei-bogini zdrowia, noszącej rysy żony fundatora, Konstancji Raczyńskiej, umieszczony został w 1908 r., gdy studnię przeniesiono na Al. Marcinkowskiego u wylotu ul. Walki Młodych. Na obecnym miejscu studnia została umieszczona w r. 1971